# Петър Делян (нос)
Носът Петър Делян (на английски: Delyan Point) е скалист морски нос от североизточната страна на входа в залива Ведена на северозападния бряг на остров Смит. Разположен 4 км на запад-югозапад от нос Смит и 8.9 км североизточно от нос Грегъри. Образуван от разклонение на връх Маточина, намиращ се 1.4 км на югоизток.
Наименуван е на българския владетел Петър Делян – цар Петър ІІ, 1040 – 1041, и във връзка със селищата Делян в Западна България. Името е официално дадено на 15 декември 2006 г.
Картографиране българско от 2009 г.

## Карти
- Л. Иванов. Антарктика: Остров Ливингстън и острови Гринуич, Робърт, Сноу и Смит. Топографска карта в мащаб 1:120000. Троян: Фондация Манфред Вьорнер, 2009. ISBN 978-954-92032-4-0